# Wallfahrtskapelle St. Maria (Babenhausen)

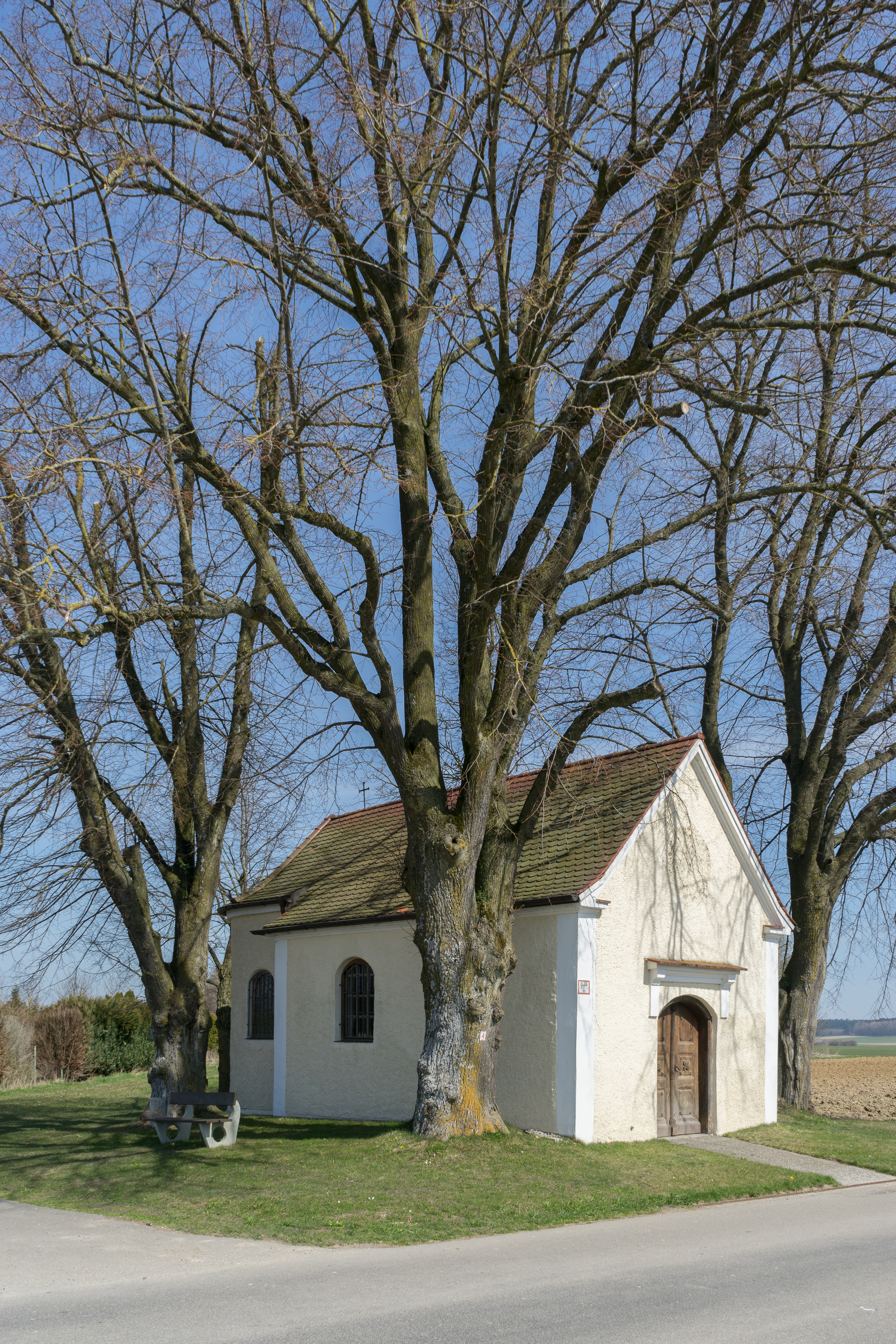
Wallfahrtskapelle St. Maria neben der Aspenstraße

Die römisch-katholische Wallfahrtskapelle St. Maria befindet sich in Babenhausen im Landkreis Unterallgäu in Bayern. Das auch Aspenkapelle genannte Kirchengebäude wurde um das Jahr 1700 erbaut und im 19. Jahrhundert renoviert. Es steht unter Denkmalschutz.

## Baubeschreibung
Die Kapelle ist ein kleiner nach Norden ausgerichteter Bau, dessen Langhaus aus zwei Fensterachsen und einer Spiegeldecke besteht. Der kurze Chor mit seinem halbrunden Schluss ist leicht eingezogen. Er besitzt ein in eine Kalotte übergehendes Tonnengewölbe und jeweils seitlich ein Fenster. Verbunden ist der Chor mit dem Langhaus durch einen breiten, flachbogigen Chorbogen mit profiliertem Kämpfer und profilgesäumter Arkade. Alle Fenster der Kapelle sind breit mit einem segmentbogigen Schluss. Eine schlichte, barockisierende Dekorationsmalerei findet sich an den Decken wie auch an der Chorbogenlaibung. Eine Stichbogentür an der Südseite bildet den Zugang zur Kapelle. Die beiden außen gefelderten Flügel der Tür besitzen ein schlichtes Schnitzdekor aus der ersten Hälfte des 19. Jahrhunderts. Um das Langhaus verläuft ein profiliertes Traufgesims, das sich an der Eingangsfront über die Ecken und an den Giebelschrägen fortsetzt. Gedeckt ist die Kapelle mit einem einheitlichen Satteldach. Dies bedingt, dass der Chor innen wie außen etwas höher ist. Über der Eingangstür an der Südseite befindet sich eine waagerechte, profilierte Verdachung.

## Ausstattung

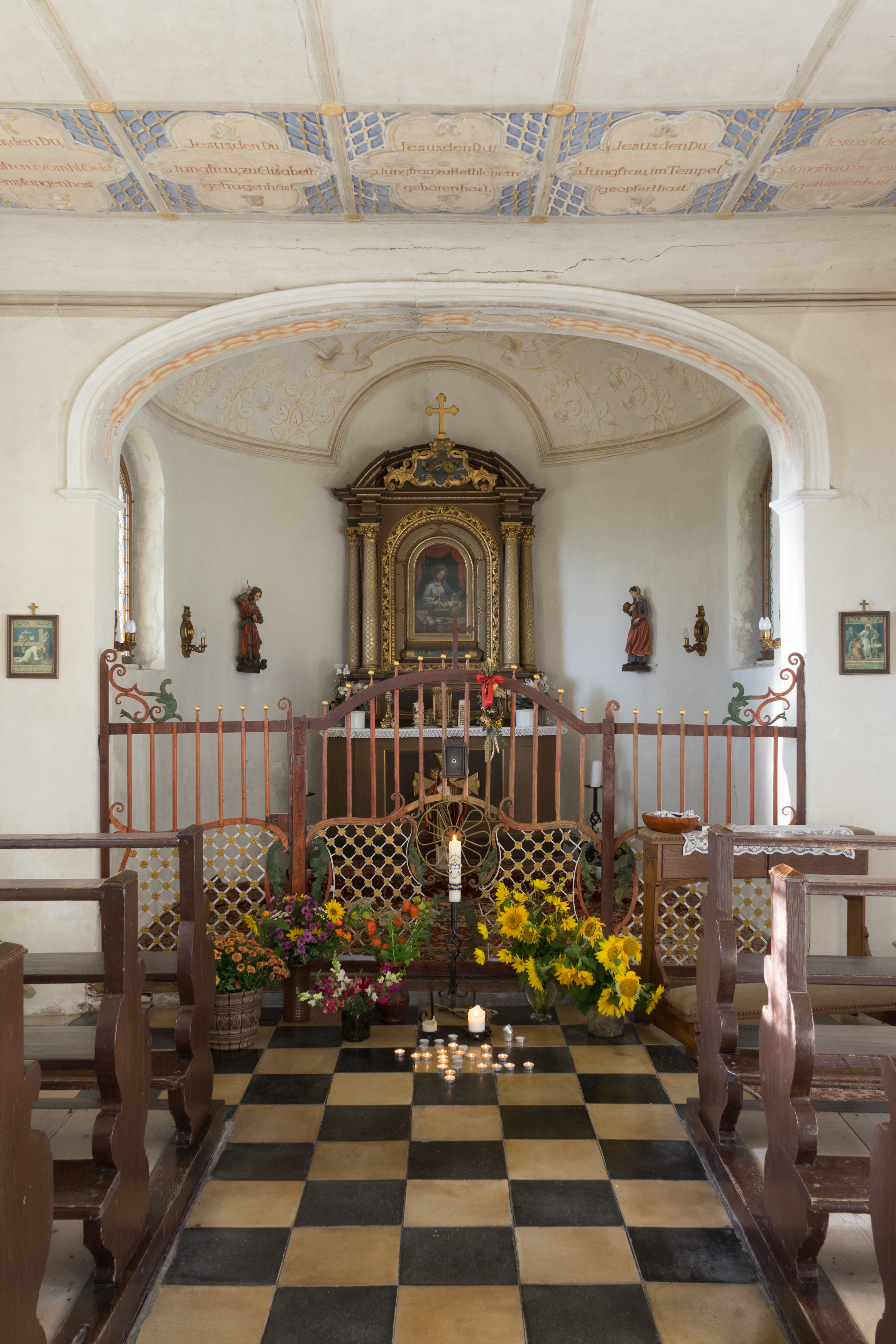
Blick in das Innere

Der Altar wurde um das Jahr 1700 aus Holz gefertigt und trägt eine braun-goldene Fassung des 19. Jahrhunderts. Der Aufbau besteht aus einer flachen Rundbogennische in der Mitte mit gekehltem Gewände. In der Nische, umgeben von einem Eierstab- und Akanthusrahmen, ist das Gemälde Maria Mutter der schönen Liebe aus dem 19. Jahrhundert angebracht. Flankiert wird dieses von jeweils zwei korinthischen Säulen, wovon die inneren vor- und die äußeren zurückgestaffelt sind. Dem Segmentgiebel vorgeheftet ist eine breite, neubarocke, geschnitzte Kartusche mit dem gemalten Wappen der Fürsten Fugger-Babenhausen. Das Wappen ist mit 1837 bezeichnet und trägt ein Kreuz als Bekrönung.
Die beiden Holzfiguren beiderseits des Altars stammen von circa 1720 und sind weiß-golden gefasst. Links ist ein heiliger Abt ohne weitere Attribute zu sehen. Vermutlich handelt es sich um den heiligen Benedikt oder den heiligen Leonhard. Rechts ist der heilige Laurentius dargestellt.